# Sofi Flinck
Sofi Flinck (née le 8 juillet 1995) est une athlète suédoise, spécialiste du lancer du javelot.

## Biographie
En juillet 2012, alors qu'elle est encore cadette, Sofi Flinck remporte le concours du lancer du javelot aux championnats du monde juniors avec un jet à 61,40 m . Elle s'impose devant la Chinoise Liu Shiying et la Serbe Marija Vučenović. Elle remporte au 6e et dernier lancer la médaille d'or des Championnats d'Europe juniors de Rieti avec une marge d'un cm sur la deuxième.

## Palmarès
| Date | Compétition                       | Lieu      | Résultat | Marque  |
| ---- | --------------------------------- | --------- | -------- | ------- |
| 2011 | Championnats du monde cadets      | Lille     | 2e       | 54,62 m |
| 2012 | Championnats du monde juniors     | Barcelone | 1re      | 61,40 m |
| 2013 | Championnats d'Europe juniors     | Rieti     | 1re      | 57,91 m |
| 2013 | Championnats du monde             | Moscou    | 9e       | 59,52 m |
| 2014 | Championnats du monde juniors     | Eugene    | 2e       | 56,70 m |
| 2017 | Championnats d'Europe par équipes | Vaasa     | 3e       | 54,93 m |
| 2018 | Championnats d'Europe             | Berlin    | 10e      | 56,91 m |

## Records
| Épreuve           | Marque  | Lieu   | Date         |
| ----------------- | ------- | ------ | ------------ |
| Lancer du javelot | 61,96 m | Moscou | 16 août 2013 |